# Планідера сіра
Планіде́ра сіра (Rhytipterna simplex) — вид горобцеподібних птахів родини тиранових (Tyrannidae). Мешкає в Південній Америці.

## Опис
Довжина птаха становить 19,5-20,5 см, вага 33-38 г. Голова і верхня частина тіла сірі, на тімені невеликий чуб. Крила і хвіст коричнювато-сірі. Нижня частина тіла світліша, горло світло-сіре, пера на животі мають жовтуватий відтінок. Очі темно-карі або червонувато-карі. Дзьоб на кінці вигнутий, чорний, біля основи рожевуватий. Лапи чорні. У самців і молодих птахів пера на крилах мають коричнюваті края. Представники підвиду R. s. frederici мають дещо тьмяніше забарвлення.

## Підвиди
Виділяють два підвиди:
- R. s. frederici (Bangs & Penard, TE, 1918) — від східних передгір'їв Анд до Гвіани і Амазонії;
- R. s. simplex (Lichtenstein, MHK, 1823) — узбережжя південно-східної Бразилії (від Алагоаса до Сан-Паулу і Ріо-де-Жанейро).

## Поширення і екологія
Сірі планідери мешкають в Колумбії, Венесуелі, Гаяні, Французькій Гвіані, Суринамі, Еквадорі, Перу, Болівії і Бразилії. Вони живуть у вологих рівнинних тропічних лісах, зокрема в амаозонській сельві та в бразильському атлантичному лісі. Зустрічаються на висоті до 800 м над рівнем моря, місцями на висоті до 1400 м над рівнем моря.